# Академія будівництва і архітектури Української РСР
Академія будівництва і архітектури Української РСР (АБіА УРСР) — вища наукова установа УРСР в галузі будівництва і архітектури, що існувала в Києві у 1955–1962 роки. Розташовувалася по вулиці Великій Житомирській, 9.

## Історія
Постановою ЦК КПУ і Рада Міністрів УРСР від 22 вересня 1955 року «Про заходи подальшої індустріалізації, поліпшення якості і зниження вартості будівництва» при Держбуді УРСР було створено Академію будівництва і архітектури Української РСР (АБіА). Її було утворено на базі Академії архітектури УРСР (заснована 1945 році на базі українського філіалу Академії архітектури СРСР, створеного 1944 року) та ряду галузевих науково-дослідних інститутів Києва і Харкова.
З 1958 року у Києві щоквартально видавався «Вісник Академії будівництва і архітектури УРСР».
У 1962 році за рішенням директивних органів Академію будівництва і архітектури Української РСР було ліквідовано. Науково-дослідні установи і виробничі підприємства Академії було передано до складу різних міністерств і відомств республіки, а ту частину, що працювала на головних напрямках наук, було підпорядковано Держбуду УРСР.
На базі АБіА у роки незалежності України утворилися громадські організації — Академія архітектури України (1992) та Академія будівництва України (1993).

## Проблематика досліджень
Основні завдання АБіА УРСР:
- визначення перспективи розвитку науки про будівництво;
- координація науково-дослідної роботи в галузі будівництва і архітектури в УРСР;
- проведення наукової роботи та впровадження її результатів у практику;
- підготовка наукових кадрів.

## Склад і структура
До складу АБіА УРСР входили науково-дослідні інститути:
в Києві:
- містобудівництва;
- архітектури споруд;
- будівельних конструкцій;
- організації і механізації будівельного виробництва;
- економіки будівництва;
- будівельних матеріалів і виробів;
- механічної обробки деревини;
- санітарної техніки;
- теорії та історії архітектури і будівельної техніки;
- експериментального проектування;
- технічної інформації та впровадження передового досвіду в будівництво;

в Харкові:
- промислового будівництва;
- водопостачання, каналізації, гідротехнічних споруд та інженерної гідрогеології;

в Донецьку:
- надшахтного будівництва.

### Філіали
Філіали інститутів — у Харкові, Львові, Сімферополі, Дніпропетровську, Запоріжжі, Луганську, Кривому Розі.

### Лабораторії
Науково-дослідні лабораторії — у Дніпродзержинську, Ворошиловську, Жданові, Лисичанську, Єнакієві, Макіївці, Станіславі.
У Києві — експериментальна база для розробки технології виробництва будівельних матеріалів з синтетичних смол з майстернею та експериментальні заводи залізобетонних і керамічних виробів.

## Наукове забезпечення
При АБіА УРСР діяла наукова бібліотека (близько 1 мільйона томів), Музей архітектури, Державний архітектурно-історичний заповідник «Софійський музей».
В період між зборами дійсних членів діяльністю Академії керувала Президія на чолі з президентом.
У 1956–1959 роках президент — Комар Анатолій Миколайович (1909–1959). У 1960–1963 роках президент — Бакума Павло Федорович (1911–1987).
На 1 січня 1959 в АБіА УРСР — 1 почесний член, 18 дійсних членів і 13 членів-кореспондентів.